# Calhoun County, Illinois
Calhoun County är ett county i västligaste delen av delstaten Illinois. Den administrativa huvudorten (county seat) är Hardin och ligger cirka 130 km sydväst om delstatens huvudstad Springfield omedelbart intill Mississippi, gränsfloden mot delstaten Missouri. Countyt har fått sitt namn efter USA:s sjunde vicepresident John C. Calhoun.

## Geografi
Enligt United States Census Bureau har countyt en total area på 735 km². 657 km² av den arean är land och 77 km² är vatten.

### Angränsande countyn
- Greene County - nordost
- Jersey County - öst
- Saint Charles County, Missouri - syd
- Lincoln County, Missouri - väst
- Pike County, Illinois - nord
- Pike County, Missouri - nordväst

### Större städer och samhällen
- Hardin, med cirka 950 invånare